# Sphingomima heterodoxa
Sphingomima heterodoxa là một loài bướm đêm trong họ Geometridae.